# Droit d'entrée
 (janvier 2021).
Si vous disposez d'ouvrages ou d'articles de référence ou si vous connaissez des sites web de qualité traitant du thème abordé ici, merci de compléter l'article en donnant les références utiles à sa vérifiabilité et en les liant à la section « Notes et références ».
En général, le droit d'entrée est défini comme l’argent que l'on doit payer pour entrer dans un bâtiment ou visiter un événement particulier.

## Frais d'entrée
Un frais d'entrée est la taxe requise pour l'entrée ou la visite de certaines installations. Elle est généralement exigée à l’entrée d’une petite caisse, parfois même dans un distributeur équipé d’un tourniquet. Dans la plupart des systèmes qui facturent des frais d’entrée, on doit rentrer une seule fois ; donc, si le visiteur quitte la zone soumise au droit d'entrée, il faut repayer. En particulier, pour les événements ou dans les discothèques, les visiteurs reçoivent un tampon sur la surface de la main après paiement des frais d’entrée qui leur donne droit à une entrée plusieurs fois.

## Billet d'entrée

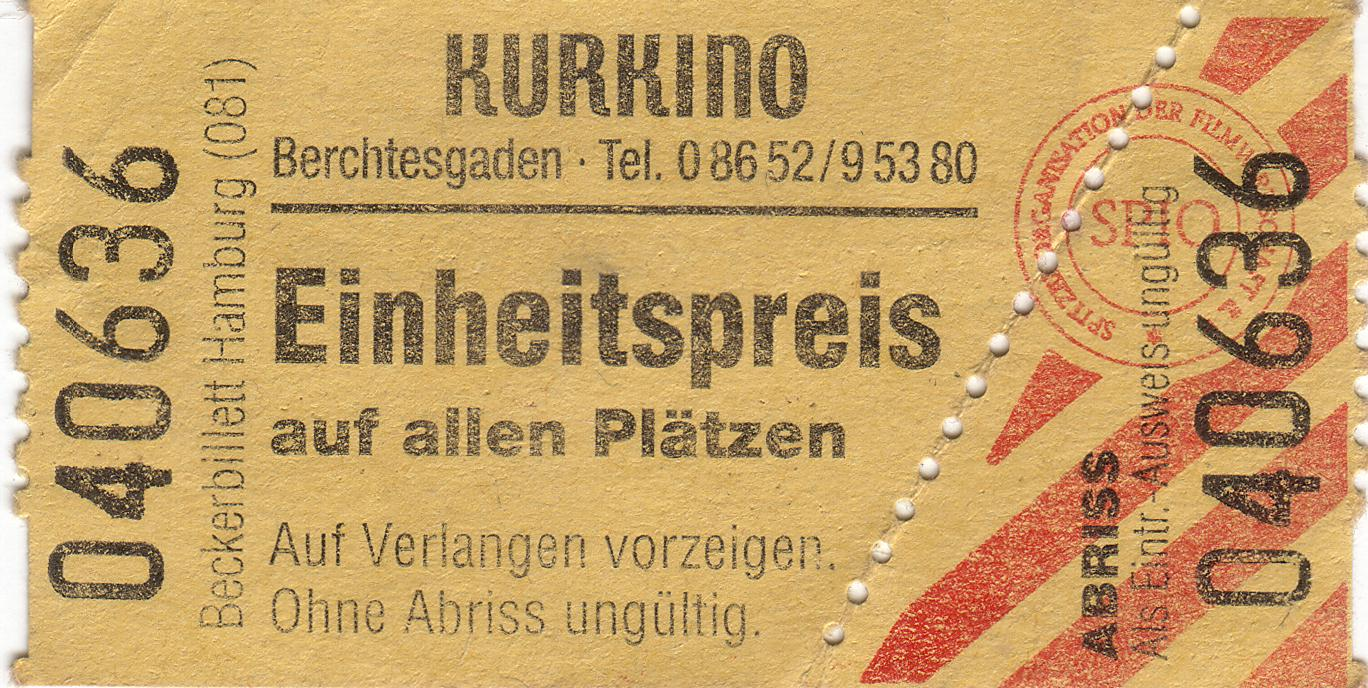
Billet d'entrée (non dévalisée) pour le cinéma thermal de Berchtesgaden

Un billet d'entrée est un papier imprimé généralement fourni avec des numéros de série ou d'autres caractéristiques qui est principalement utilisé lors d'un événement plus important. Parfois, même après avoir payé le droit d'entrée, le visiteur reçoit un carton, une puce ou une carte magnétique, à l'aide de laquelle il peut acheter d'autres choses, comme des boissons, dans la zone pour laquelle il a payé des frais d'entrée.

## Ventes anticipées
Pour les événements avec des frais d'admission élevés, les billets peuvent souvent être achetés à l'avance loin du site de l'événement. Les billets de certains événements majeurs se vendent bien avant l'événement réel. La Coupe du monde de football 2006 est un exemple de vente anticipée de billets à grande échelle. Des ventes anticipées sont généralement également effectuées pour des concerts en plein air ou des événements similaires. Des frais des ventes anticipées sont généralement facturés ; cela représente généralement entre 10 et 15% du prix de base.

## Caisse à l'entrée
Les billets d'entrée non vendus à l'avance ou redonnés peuvent être achetés directement à la billetterie, à une caisse à l’entrée.

## Mesures de sécurité

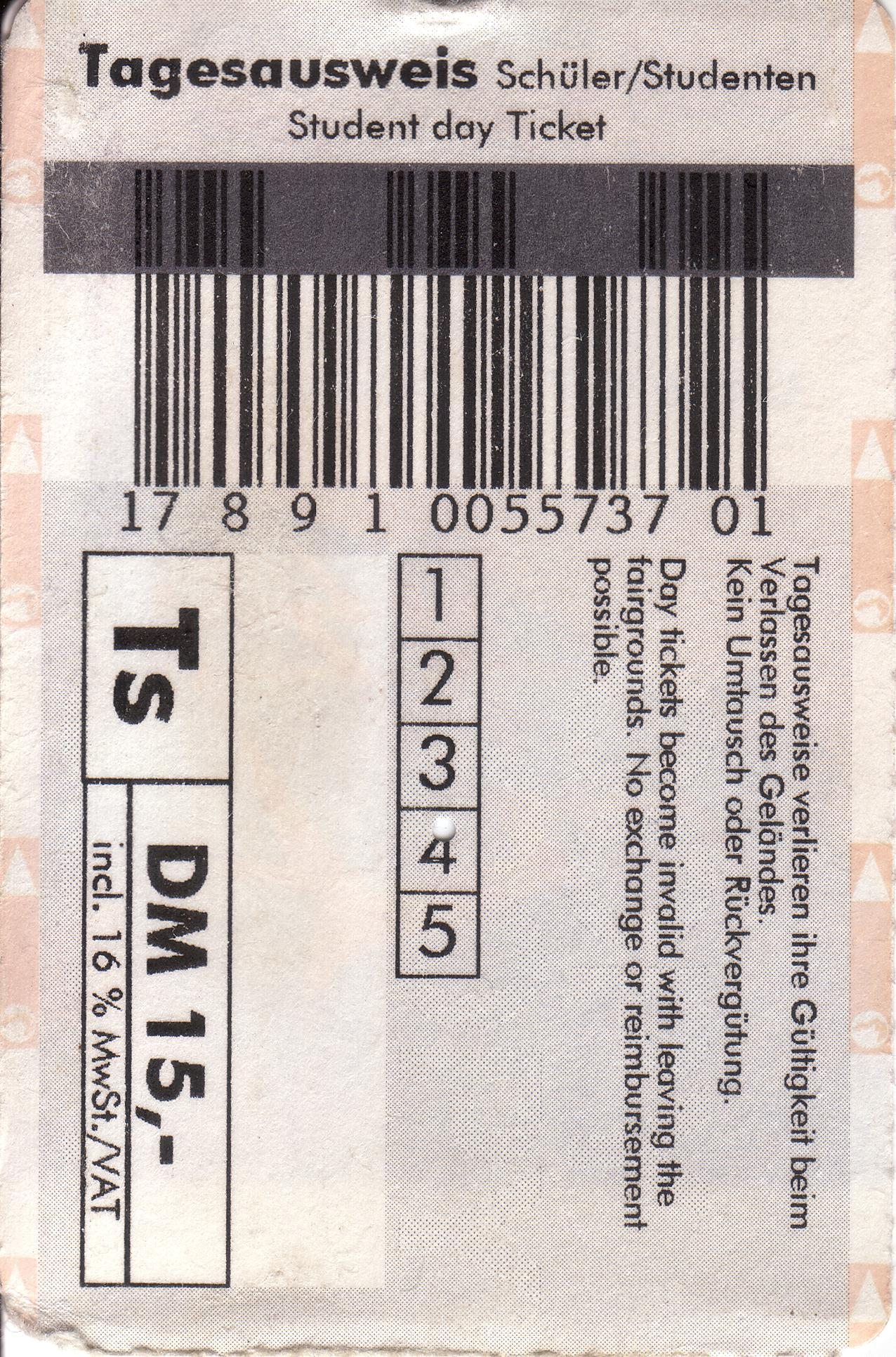
Billet d'entrée pour une journée pour élèves/étudiants, CeBIT Home 1998 avec code-barres

Les billets modernes ont d'autres caractéristiques techniques, telles qu’une bande magnétique, une puce électronique (RFID) ou un code-barres lisible par machine pour accélérer le processus de lecture technique. Ils sont produits, vendus et distribués à l'aide de processus modernes de billetterie électronique, y compris l'internet. Certains projets open source y travaillent. Cela vise principalement à empêcher la forgerie.
De nombreux fournisseurs offrent également avec le print@home la possibilité d'imprimer des billets d'entrée à domicile sur une imprimante PC. Ces billets contiennent généralement un code-barres bidimensionnel dont la validité est vérifiée par des scanners à l'entrée. En plus de sécuriser les billets, la zone de l'événement est généralement également sécurisée. On installe par exemple des clôtures ou des portes de sortie de secours qui ne peuvent être ouvertes que de l'intérieur du bâtiment. Ceci afin d'empêcher quelqu'un qui n'a pas payé l'entrée d'entrer dans la zone.

## Ticket dur
Le billet dur a la fonction normale d'un billet de concert ou de festival, mais contrairement aux billets de prévente générés par ordinateur, il est généralement décoré de logos colorés de sponsors et d'autres images et semble donc plus attrayant que les billets de prévente. Le billet dur est souvent utilisé comme souvenir spécial et est donc souvent acheté par les collectionneurs de billets de concert. Contrairement aux billets à la demande (qui ne sont imprimés qu'après achat, directement sur place), les billets papier sont imprimés à l'avance, donc, normalement, ils ne sont pas accessibles dans les points de vente concernés.

## Institutions affectées
Voici des exemples typiques où l'on doit généralement payer un droit d’entrée :
- Restaurants tournants
- Tours d'observation
- Musée, dans certains pays gratuits le dimanche, dans d'autres pays gratuits les lundis ou mardis
- Châteaux
- Grottes touristiques
- Discothèques
- Casinos
- Centres de remise en forme
- d'autres événements, comme par exemple
  - Théâtre
  - Opéra
  - Cinéma
  - Concerts
  - Événements sportifs

Dans certains cas, l'admission est également facturée pour les installations suivantes :
- Plage
- Monument naturel ou parc national
- Sites archéologiques
- Installation sanitaire (toilettes ou douche) - appelée frais d'utilisation